# Sylvia Straus
Sylvia Straus Heschel (Cleveland, Ohio, 1913 – Nova Iorque, 26 de Março de 2007) foi uma pianista clássica norte-americana descendente de judeus russos.

## Biografia
Straus estudou música, filosofia e literatura.  Arthur Rubinstein recomendou-a a Eduard Steuermann, um judeu que havia estudado piano com Ferruccio Busoni, e composição com Arnold Schoenberg, e era associado com a Segunda Escola de Viena. Straus tornou-se numa das principais alunas de Steuermann.
Straus casou com o rabi, filósofo, e ativista para direitos civis Abraham Joshua Heschel no dia 10 de Dezembro de 1946, em Los Angeles, Califórnia. A sua filha Susannah Heschel é uma académica judia.
Morreu em Nova Iorque, no dia 26 de março de 2007.